# جورج كرافين
جورج كرافين (بالإنجليزية: George Craven)‏ (1917 في المملكة المتحدة - ) هو لاعب كرة قدم بريطاني في مركز حراسة المرمى. لعب مع نادي يورك سيتي.